# Caméra Paillard-Bolex H16
La Paillard-Bolex H16 est une caméra argentique 16 mm destinée d’abord aux amateurs, puis adoptée par les professionnels du documentaire, construite en Suisse de 1935 à 1975. « La caméra Paillard H 16 est un instrument de haute précision : elle a fait ses preuves aussi bien sous les tropiques qu'aux Pôles, et le possesseur d'une Paillard H 16 sait qu'il n'a personne à envier. Elle reçoit les bobines 15 ou 30 mètres, noir ou couleur et, par simple changement de débiteurs, le film sonore à une seule rangée de perforations. Le chargement est semi-automatique, très rapide et sans aléa. »

## Histoire

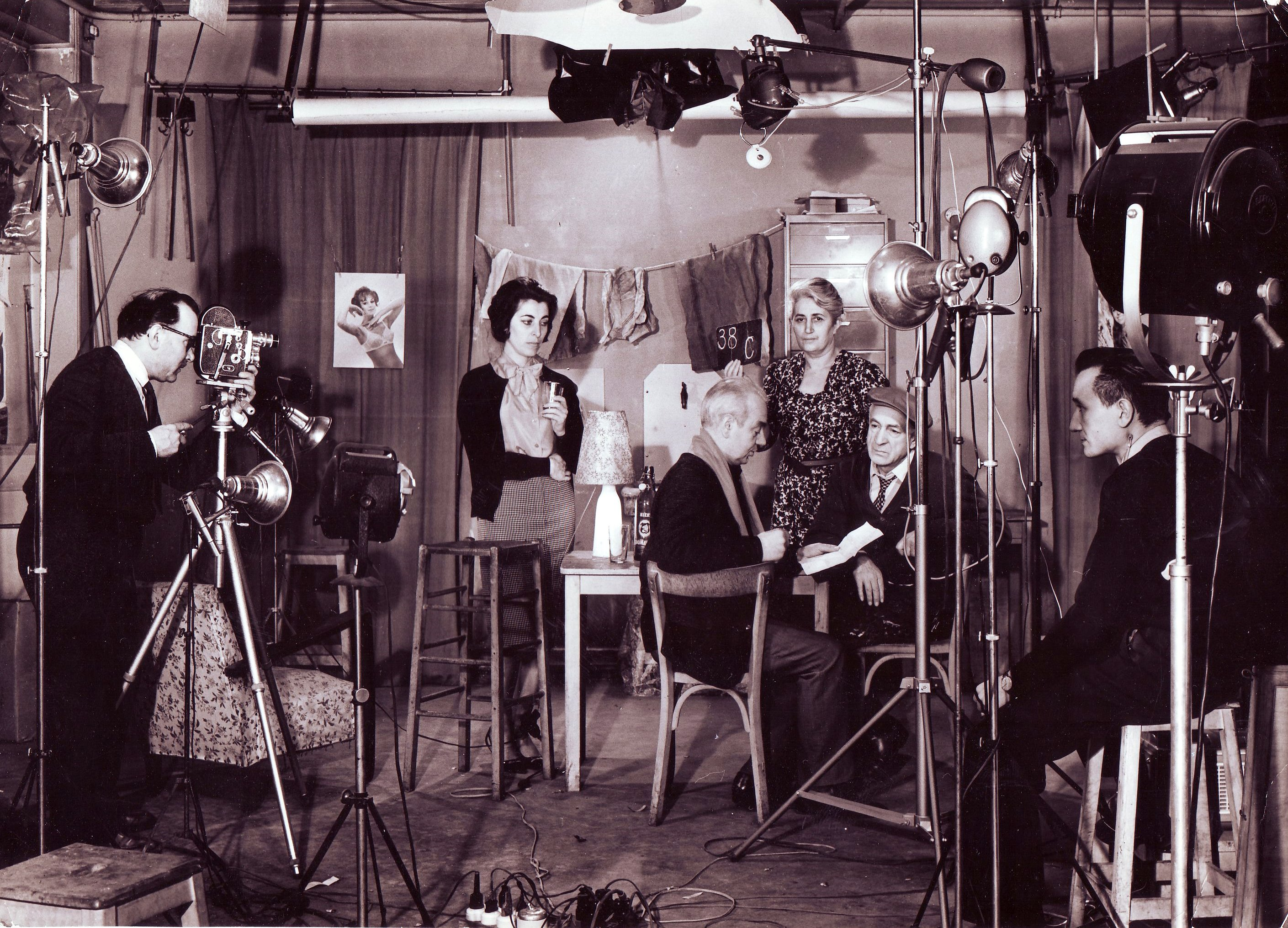
Angoroj, premier film professionnel de long métrage (60 minutes) en langue espéranto, réalisé en 16 mm par Jacques-Louis Mahé (1963).

Jacques Bogopolsky, Russe immigré en Suisse, construit sa première caméra à 28 ans, au sein de sa propre société. Elle est au format 35 mm, et comme beaucoup d’inventions hâtives à toute époque, elle mène son propriétaire à la faillite. Mais Jacques Bogopolsky, devenu Jacques Bolsey, ne se décourage pas et il dessine alors une petite caméra pour un nouveau format que vient de lancer l’industriel américain George Eastman, fondateur de Kodak : le 16 mm. Sous le nom de Bolex Auto-Ciné, il développe plusieurs modèles de cet appareil, et intéresse ainsi Longines, société horlogère suisse centenaire. Au bout de deux ans, celle-ci se retire, ne croyant pas à l’avenir d’un tel appareil. En 1930, c’est une autre entreprise suisse, Paillard, qui a construit des boîtes à musique au 19ème siècle puis des phonographes et gramophones au début du 20ème siècle, connue également pour ses machines à écrire Hermès, qui cherchant à se diversifier rachète l’invention de Jacques Bolsey et la développe sous la direction d’un ingénieur maison, Marc Renaud. « La version traditionnelle de l’histoire tendait à présenter la situation de manière plutôt simple : Bolex est le nom d’une marque produite par l’entreprise Paillard, marque représentée surtout par une caméra qui fut inventée par Jacques Boolsky. L’inventeur prétendu de la Bolex n’inventa en fait rien de la caméra qui dès 1935 se fera connaître sous ce nom. Les brevets vendus par Boolsky s’avérant inutilisables et les machines défectueuses, Paillard dut en effet repartir de zéro pour inventer une Bolex qui n’avait gardé de “l’invention de Boolsky” que le nom. La Bolex telle qu’on la connaît est l’invention des ingénieurs de Paillard. » Il faudra encore plusieurs années d’essais et d’améliorations mécaniques pour mettre enfin sur le marché en 1935 la première Paillard-Bolex H16. C’est un succès immédiat : 233 caméras en 1935, 2 066 en 1939, 6 905 en 1950 !
Des versions aux formats 9,5 mm (H9) et 8 mm (H8) seront présentées au public à la fin des années 1930. Une version professionnelle tardive au format Super 16 offrira en plus la possibilité d’adapter un magasin de 60 ou 120 mètres de pellicule.

## Description générale des Paillard-Bolex H16

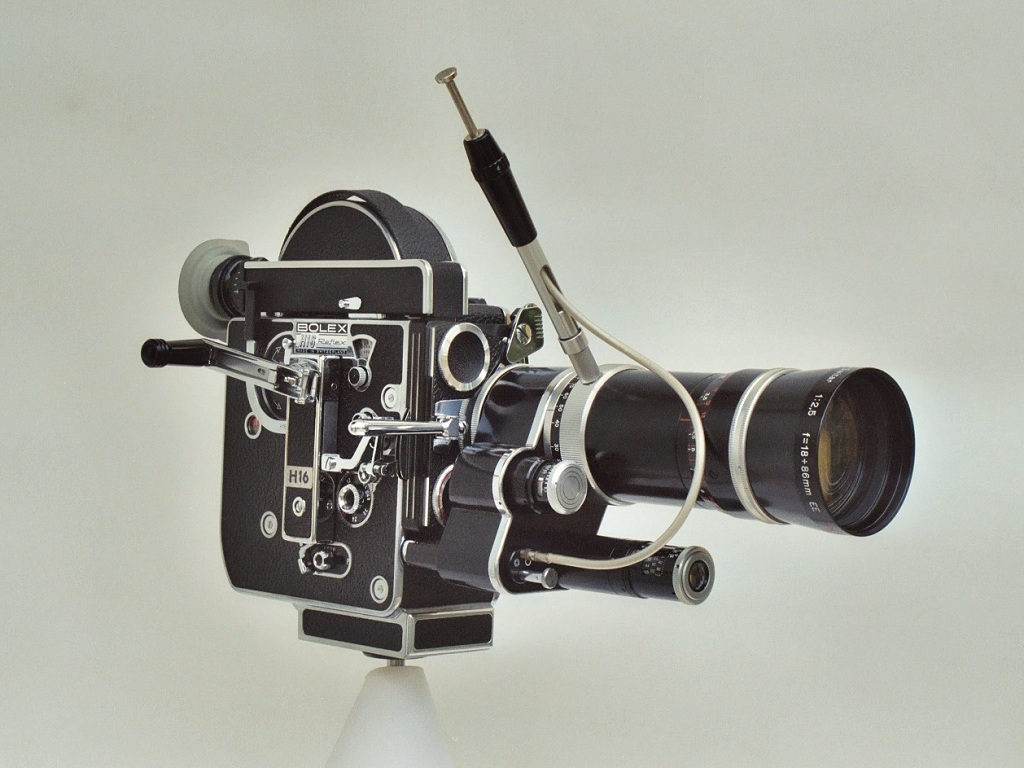
H16 Reflex.

L’apparence de la H16 reste identique de 1935 à 1975 en ce qui concerne la forme pratiquement carrée du boîtier de l’appareil et son aspect noir.  Les H16 sont équipées d’une tourelle semi-circulaire dont la rotation est facilitée par la présence d’un levier.
Avec une poignée-déclic et trois objectifs, chargée, la H16 pèse quelque 3,5 kg, ce qui la rend très maniable tenue au poing. 
On remonte les versions munies de moteur à ressort grâce à une manivelle extensible très ergonomique. Un moteur électrique extérieur l’équipera par la suite, avant d’être intégré dans le corps de la caméra. Dans l’ensemble des modèles, la cadence de prise de vues est réglable de 8 à 64 images par seconde.
Le chargement est semi-automatique, et les boucles de séparation des mouvements continu et intermittent sont créées par un couple de « boucleurs ». La visée se fait à l’aide d’un viseur clair, démontable d’un seul geste, installé sur le couvercle de chargement. Il est réglable en focale par une molette, et une autre molette permet de rattraper le défaut de parallaxe horizontal.

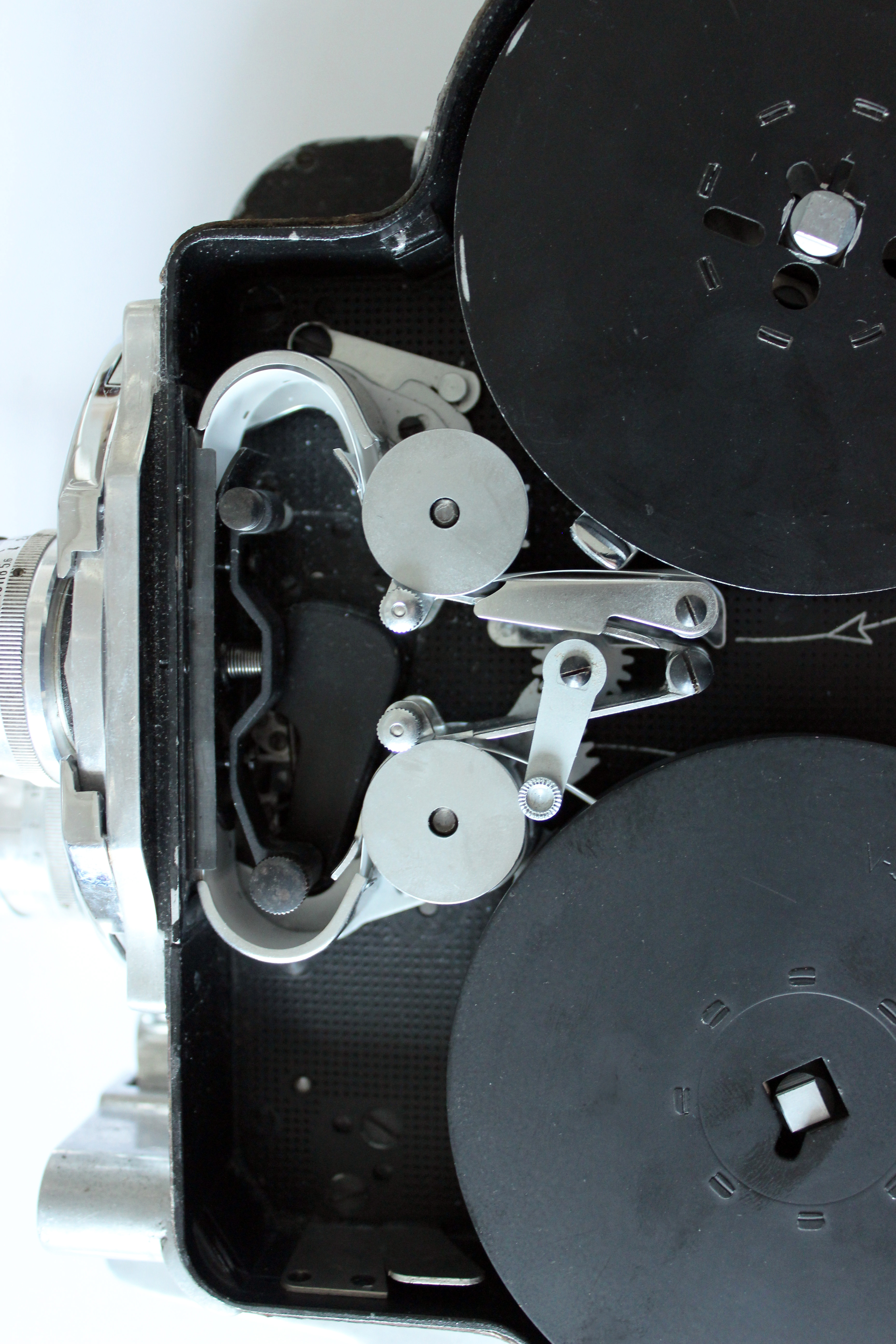
H16, « boucleurs » fermés, en cours de chargement.
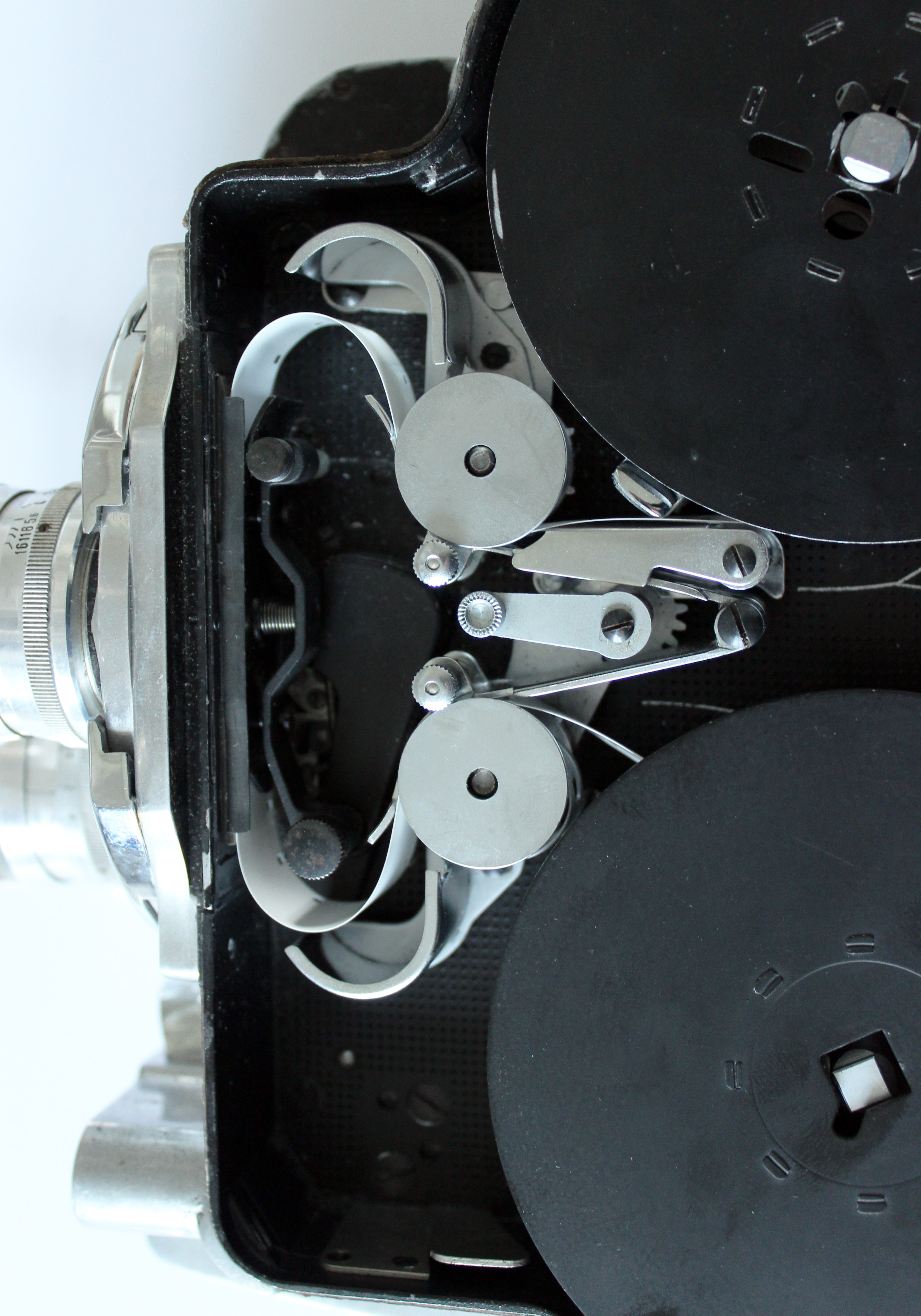
H16, « boucleurs » ouverts, le chargement semi-automatique est terminé. Il suffit maintenant de refermer le couvercle.
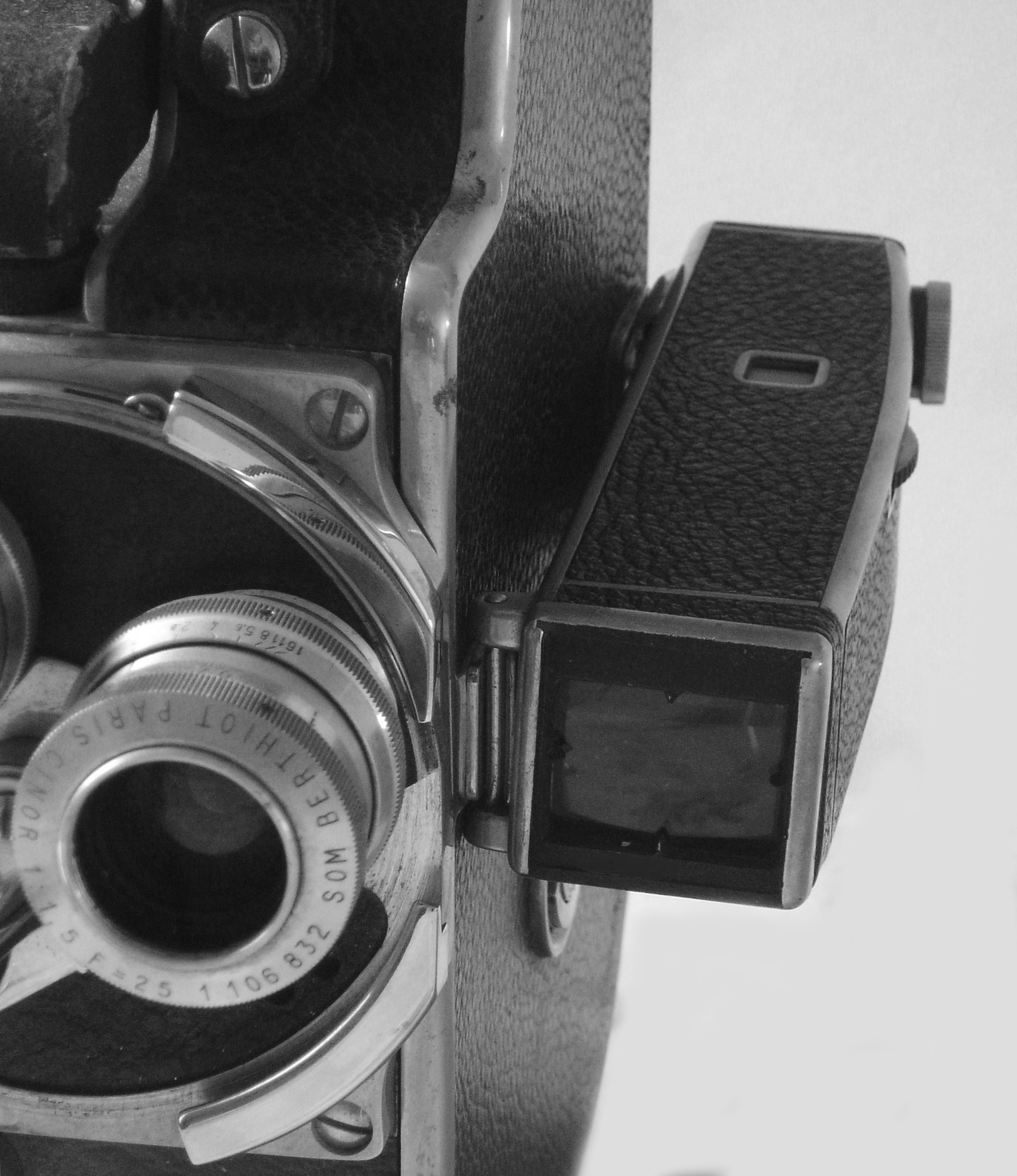
Viseur clair latéral de la H16.
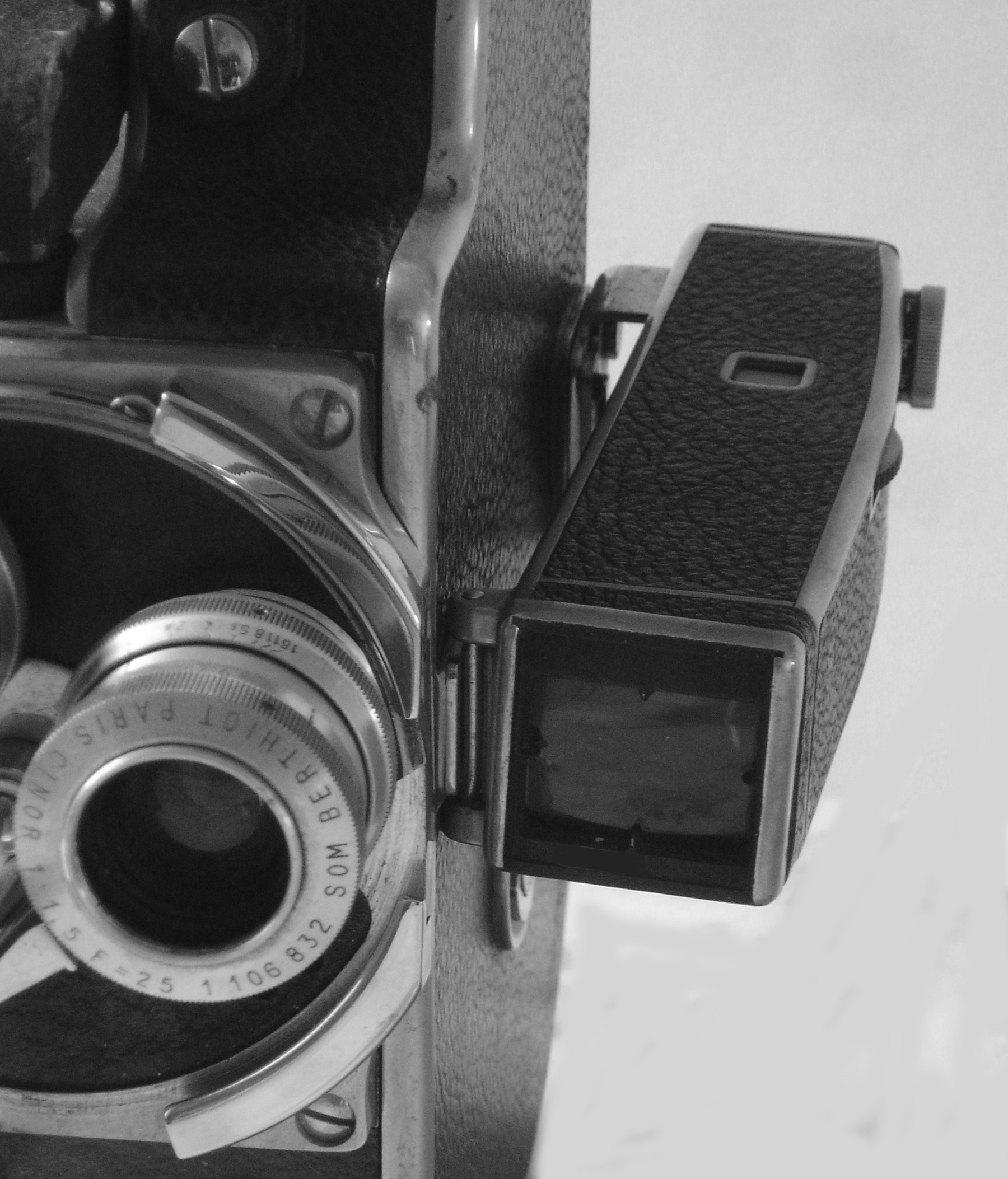
Correction de parallaxe horizontale pour filmer un sujet rapproché.

Pour effectuer des fondus (fermeture, ouverture, enchaînés), l’obturateur est réglable manuellement de 0 à 170 degrés. Certains modèles ont bénéficié, à partir de 1959, d’un perfectionnement, le RX-Fader, qui permet de déclencher un fondu automatique. 
« Plus de 100 000 caméras H 16 (…) en service dans le monde entier », revendique la société Paillard en 1959. Mais ces appareils cinématographiques prestigieux sont maintenant du domaine de la muséologie.